# 4688 (1980 WF)
4688 (1980 WF) је Амор астероид. Приближан пречник астероида је 0,6 ,
а средња удаљеност астероида од Сунца износи 2,234 астрономских јединица (АЈ).
Инклинација (нагиб) орбите у односу на раван еклиптике је 6,378 степени, а орбитални период износи 1219,705 дана (3,339 године). Ексцентрицитет орбите астероида износи 0,515.
Апсолутна магнитуда астероида износи 19,0 а геометријски албедо 0,18.
Астероид је откривен 29. новембра 1980. године.